# Mataram

Lokalizacja Mataram w prowincji Małe Wyspy Sundajskie Zachodnie

Mataram – miasto w Indonezji na zachodnim wybrzeżu wyspy Lombok, nad cieśniną Lombok; ośrodek administracyjny prowincji Małe Wyspy Sundajskie Zachodnie; współrzędne geograficzne 8°35′S 116°06′E/-8,583333 116,100000; 430 tys. mieszkańców (2020).
Port morski Ampenan, port lotniczy, uniwersytet (Universitas Mataram zał. 1962).